# チュアブルソフト
チュアブルソフトはかつて存在した「有限会社くくり」のパソコン用の美少女ゲーム（アダルトゲーム）のブランドである。本拠地は茨城県水戸市。

## 沿革
高校時代からの知り合いであるセバス・草壁よしお・ぎん太の3名により同人サークル「TABLET」結成。2003年に伝奇物の同人ゲーム『茜の空に月を見る』を製作している。
2004年に音楽担当のけんせいを加えてにブランドを立ち上げる。その後ゼネラルマネージャーのぽちとグラフィッカーの2名を加えた6名体制となる。2005年2月11日、『Pure×Cure』でデビュー。ブランド設立時はパートナーブランドに加盟していたが、その後独立している。
ブランド発足時は東京都千代田区に本拠地を構えていたが、2006年7月に茨城県水戸市に会社と開発室を移転している。
2011年3月の東日本大震災により茨城県水戸市にある開発室も被災した。開発中であった『アステリズム』の舞台設定に「過去に地震被害を受けた地域」というものがあったことから、同年3月31日付で「アステリズム開発一時凍結・連絡業務等遅延のお知らせ」が発表された。その後、同年6月11日付で「アステリズム製作再開及び弊社の取組みにつきまして」として開発の再開とディレクター・法務担当だったイシダ（石田真規）の有限会社くくり代表取締役就任が発表された。
Silver Seats Studio（チュアブルソフトの音響製作部門）は震災後も早期に復旧し業務を続けた。2011年5月31日付で けんせいがチュアブルソフト/有限会社くくりを退社し、Silver SeatsブランドがSilver Seats Recordsとして独立。東京都墨田区錦糸町にある収録スタジオはチュアブルスタジオと改称し引き続きチュアブルソフトの施設として稼働している。
その後、プロデューサーにひかげ、ディレクターにBashi@めろん。を起用。2012年12月には、新生チュアブルソフトと銘打ち、原画家・シナリオライターを入れ替えた新作『ラブらブライド』の制作を発表した。
2013年4月24日、それまでの作品の原画を務めていたぎん太が自身のTwitterなどにてチュアブルソフトから退職していた事を発表。
2017年6月7日、東京地方裁判所の破産手続開始により有限会社くくり破産。
2018年3月2日、破産手続終結により有限会社くくり消滅。

## エピソード等
ブランド名のチュアブルソフトの由来は「噛める錠剤」を意味する英語chuwableをもじったChuable。Chu→ちゅー→キス+able→できる、すなわち「キスができる」という意味がある。マスコットキャラクターの名も当初は「ちゅあぶる子（仮）」であったが、キス+カ→可「キスができる」ということからキスカと命名。

## 特徴
ブランド名の通り、シナリオは出会いからキス出来るまでの関係に行き着くまでの描写に力を入れている。
専属の原画家であるぎん太は他のブランドの原画家のようにキャラクター原画メインではなく、背景やシチュエーションに応じて髪型や服装が細かく変わるという細かい点にこだわった演出がなされている。シナリオの特性上1枚絵のイベントCGより通常シーンの立ち絵のパターンに力を入れており、立ち絵のポーズや表情のパターンが多彩なのが特徴。塗りは水彩のように淡い塗りで表現される。
声優起用においてはプロダクション会社に委託せずに開発者スタッフ全員でオーディションを行っている作品が多かった。2作目『あまなつ』の折には10名の募集枠に対して339名の応募があり、選考に1ヶ月余りを要している。5作目の『恋文ロマンチカ』では6名（女性5役、男性1役）の募集枠に対して388名の応募があり、メインヒロイン5人については最終段階でスタッフのオーディション結果だけでなく、ブランドのファンクラブであるChuable soft Fan Clubの会員を対象としたオーディション投票も行われ、その投票結果も大きく取り入れられる形でキャスト決定がなされた『スイートロビンガール』などの作品でもオーディション形式が取られていたが、新生チュアブルソフトになってからはこの形式をとられた作品は未だにない。
ニコニコ動画ではチュアブルソフト公式のアカウントを取得している。制作ゲーム以外にも、自社関連の近況情報や地元の紹介動画も配信している。関連サイトであるニコニコ生放送も同様にアカウントを取得しており、公式サイト側で情報配信の旨が記されている。

## スタッフ

### 破産時のスタッフ
- 元プロデューサー・法務担当：イシダ（石田真規）（代表）
- プロデューサー：ひかげ
- ディレクター：Bashi@めろん。
- ゼネラルマネージャー：ぽち
- グラフィッカー：ワポ吉、まんごープリン（田那辺学）、まゆ
- ディレクター/シナリオライター：草壁よしお
- サウンドエンジニア：はづき（チュアブルスタジオ管理）

### Silver Seats Records（旧Silver Seats Studio）
- サウンド：けんせい（代表）
- デザイナー：ニリツ

### 外部スタッフ／旧スタッフ
- 原画：ぎん太、関谷あさみ（スイートロビンガール）、鷹乃ゆき（ラブらブライド）、武藤此史（ラブらブライド）
- イラストレーター・デザイナー：セバス
- シナリオライター：森崎亮人、師がない弟子
- グラフィッカー：Sody
- プログラマー：NITA、pggm、191919

## 作品
| #    | 発売日         | タイトル                        | 原画                                                               | SD原画                             | シナリオ                                              |
| ---- | -------------- | ------------------------------- | ------------------------------------------------------------------ | ---------------------------------- | ----------------------------------------------------- |
| 1    | 2005年2月11日  | Pure×Cure                       | ぎん太                                                             |                                    | 草壁よしお                                            |
| 2    | 2006年6月23日  | あまなつ                        | ぎん太                                                             |                                    | 草壁よしお                                            |
| 3    | 2007年9月28日  | Sugar+Spice!                    | ぎん太                                                             | 森崎亮人、草壁よしお、師がない弟子 |                                                       |
| 3 FD | 2008年5月23日  | Sugar+Spice! Party☆Party        | ぎん太                                                             | 森崎亮人、草壁よしお               |                                                       |
| 4    | 2009年9月18日  | 恋文ロマンチカ                  | ぎん太                                                             | 草壁よしお                         |                                                       |
| 5    | 2010年7月30日  | Sugar+Spice2                    | ぎん太                                                             | 森崎亮人                           |                                                       |
| 6    | 2011年2月25日  | スイートロビンガール            | 関谷あさみ                                                         | あぼしまこ                         | 草壁よしお、おぷと、うたや                            |
| 7    | 2012年6月29日  | アステリズム -Astraythem-       | ぎん太                                                             |                                    | 草壁よしお、おぷと、神代いづみ、 うたや、なたけ、和人 |
| 8    | 2013年4月26日  | ラブらブライド                  | 鷹乃ゆき、武藤此史、まんごープリン,おかざきみつき(タイトルロゴ他） | 白須遙一                           | まり                                                  |
| 9    | 2013年9月27日  | ノブレスオブルージュ            | まんごープリン、生煮え、くない瓜                                   |                                    | 草壁よしお、神野マサキ、 草薙、和泉万夜               |
| 10   | 2013年11月29日 | 我が家のヒメガミさまっ!         | 関谷あさみ、ちり                                                   | 白須遙一                           | おぷと、和泉万夜、草壁よしお                          |
| 11   | 2014年9月26日  | あの晴れわたる空より高く        | ちり、まんごープリン（サブのみ）                                   | オレンジゼリー                     | 範乃秋晴、草壁よしお                                  |
| 12   | 2014年11月28日 | 残念な俺達の青春事情。          | 羽鳥ぴよこ、Xe、まんごープリン、水越まゆ（サブ）                   | 白須遙一                           | 近衛縁、酒金大河、大和                                |
| 13   | 2015年10月30日 | 私が好きなら「好き」って言って! | まんごープリン、ちり、K子、Syroh                                   |                                    | 範乃秋晴                                              |
| 14   | 2016年4月28日  | あなたをオトコにしてあげる!     | ちり、Syroh                                                        | 草壁よしお、他                     |                                                       |

## シルバーシーツレコード
チュアブルソフトの音楽レーベル名であったが独立。代表はけんせい。
チュアブルソフト以外での楽曲提供は『その横顔を見つめてしまう〜A Profile 完全版〜』（2006年 あかべぇそふとつぅ）、『魔法少女ナユタ』（2007年 ぴんくはてな）、『リリミエスタ』（2007年 SMEE）などがある。